# 도리초등학교
도리초등학교는 대한민국 제주특별자치도 제주시 도두1동에 있는 공립 초등학교이다.

## 학교 연혁
- 1921년 7월 2일 진숙학습 개설
- 1933년 3월 18일 창림서당 개설 인가
- 1936년 9월 24일 도두사립학교(4년제) 설립
- 1946년 12월 1일 도두공립국민학교 인가
- 1949년 6월 5일 이호국민학교와 통합
- 1949년 11월 27일 현 위치로 이설
- 1950년 7월 1일 노형분교 설치
- 1953년 4월 1일 노형국민학교로 독립
- 1955년 1월 12일 도리국민학교로 교명 변경
- 1982년 1월 26일 병설유치원 설립 인가
- 1993년 2월 5일 급식소 준공
- 1996년 3월 1일 도리초등학교로 교명 변경
- 1998년 10월 20일 실내체육관(청솔관) 준공
- 2006년 8월 25일 한솔공원 개원
- 2007년 12월 1일 학교 통학버스 운행 개시
- 2009년 7월 30일 운동장 천연잔디구장 및 우레탄 트랙 조성
- 2010년 12월 30일 동관 7개 교실 증,개축 완료
- 2015년 12월 31일 동관 3개 교실 증축
- 2018년 3월 1일 교육부요청 도지정 학생평가 정책연구학교 운영(2년간)
- 2020년 6월 16일 도서관 도리누리 개관
- 2021년 9월 24일 교가 가사 일부 개정(교가개정위원회)
- 2022년 1월 19일 학교 건물 외벽 도색
- 2022년 2월 18일 운동장 우레탄 트랙 재조성
- 2022년 8월 24일 노후 장애인용 승강기 교체
- 2022년 11월 28일 운동장 어린이 놀이시설 및 연못 재정비
- 2023년 2월 10일 동관 1층(과학실, 영어체험실) 창호(방음창) 교체
- 2023년 3월 23일 동관 화장실 개선 공사
- 2024년 1월 5일 제78회 졸업(5,980명)
- 2024년 3월 1일 제37대 김희선 교장 부임

## 참고 자료
- 도리초등학교 - 한국교육학술정보원 학교알리미